# Liste der Nummer-eins-Hits in den USA (1965)
Dies ist eine Liste der Nummer-eins-Hits in den von Billboard ermittelten Charts in den USA (Hot 100) im Jahr 1965. In diesem Jahr gab es siebenundzwanzig Nummer-eins-Singles und zehn Nummer-eins-Alben.

## Singles
| ← 1964 ← | Liste der Nummer-eins-Hits in den USA | Liste der Nummer-eins-Hits in den USA | Liste der Nummer-eins-Hits in den USA                                  | 1966 →                    |
| \| Zeitraum \| Wo. ges. \| Interpret \| Titel Autor(en) \| Zusätzliche Informationen \| \| (Zeitraum, Wochen auf Platz eins, Interpret, Titel, Autor[en], zusätzliche Informationen) \| \| \| \| \| \| ----------------------------------------------------------------------------------------- \| -------- \| ------------------------------- \| ------------------------------------------------------------------------- \| ------------------------- \| \| 26. Dezember 1964 – 15. Januar 1965 3 Wochen (insgesamt 3) \| 3 \| The Beatles \| I Feel Fine[1] John Lennon, Paul McCartney \| - \| \| 16. Januar 1965 – 22. Januar 1965 1 Woche (insgesamt 2) \| 2 \| The Supremes \| Come See About Me[2] Holland–Dozier–Holland \| - \| \| 23. Januar 1965 – 5. Februar 1965 2 Wochen (insgesamt 2) \| 2 \| Petula Clark \| Downtown[3] Tony Hatch \| - \| \| 6. Februar 1965 – 19. Februar 1965 2 Wochen (insgesamt 2) \| 2 \| The Righteous Brothers \| You’ve Lost That Lovin’ Feelin’[4] Barry Mann, Cynthia Weil, Phil Spector \| - \| \| 20. Februar 1965 – 5. März 1965 2 Wochen (insgesamt 2) \| 2 \| Gary Lewis & the Playboys \| This Diamond Ring[5] Al Kooper, Bob Brass, Irwin Levine \| - \| \| 6. März 1965 – 12. März 1965 1 Woche (insgesamt 1) \| 1 \| The Temptations \| My Girl[6] Smokey Robinson, Ronald White \| - \| \| 13. März 1965 – 26. März 1965 2 Wochen (insgesamt 2) \| 2 \| The Beatles \| Eight Days a Week[7] John Lennon, Paul McCartney \| - \| \| 27. März 1965 – 9. April 1965 2 Wochen (insgesamt 2) \| 2 \| The Supremes \| Stop! In the Name of Love[8] Holland–Dozier–Holland \| - \| \| 10. April 1965 – 23. April 1965 2 Wochen (insgesamt 2) \| 2 \| Freddie & the Dreamers \| I’m Telling You Now[9] Freddie Garrity, Mitch Murray \| - \| \| 24. April 1965 – 30. April 1965 1 Woche (insgesamt 1) \| 1 \| Wayne Fontana & The Mindbenders \| Game of Love[10] Clint Ballard, Jr. \| - \| \| 1. Mai 1965 – 21. Mai 1965 3 Wochen (insgesamt 3) \| 3 \| Herman’s Hermits \| Mrs. Brown You’ve Got a Lovely Daughter[11] Trevor Peacock \| - \| \| 22. Mai 1965 – 28. Mai 1965 1 Woche (insgesamt 1) \| 1 \| The Beatles \| Ticket to Ride[12] John Lennon, Paul McCartney \| - \| \| 29. Mai 1965 – 11. Juni 1965 2 Wochen (insgesamt 2) \| 2 \| The Beach Boys \| Help Me, Rhonda[13] Brian Wilson \| - \| \| 12. Juni 1965 – 18. Juni 1965 1 Woche (insgesamt 1) \| 1 \| The Supremes \| Back in My Arms Again[14] Holland–Dozier–Holland \| - \| \| 19. Juni 1965 – 25. Juni 1965 1 Woche (insgesamt 2) \| 2 \| The Four Tops \| I Can’t Help Myself (Sugar Pie Honey Bunch)[15] Holland–Dozier–Holland \| - \| \| 26. Juni 1965 – 2. Juli 1965 1 Woche (insgesamt 1) \| 1 \| The Byrds \| Mr. Tambourine Man[16] Bob Dylan \| - \| \| 3. Juli 1965 – 9. Juli 1965 1 Woche (insgesamt 2) \| 2 \| The Four Tops \| I Can’t Help Myself (Sugar Pie Honey Bunch) Holland–Dozier–Holland \| - \| \| 10. Juli 1965 – 6. August 1965 4 Wochen (insgesamt 4) \| 4 \| The Rolling Stones \| (I Can’t Get No) Satisfaction[17] Mick Jagger, Keith Richards \| - \| \| 7. August 1965 – 13. August 1965 1 Woche (insgesamt 1) \| 1 \| Herman’s Hermits \| I’m Henry VIII, I Am[18] Fred Murray, R. P. Weston \| - \| \| 14. August 1965 – 3. September 1965 3 Wochen (insgesamt 3) \| 3 \| Sonny & Cher \| I Got You Babe[19] Sonny Bono \| - \| \| 4. September 1965 – 24. September 1965 3 Wochen (insgesamt 3) \| 3 \| The Beatles \| Help![20] John Lennon, Paul McCartney \| - \| \| 25. September 1965 – 1. Oktober 1965 1 Woche (insgesamt 1) \| 1 \| Barry McGuire \| Eve of Destruction[21] P. F. Sloan \| - \| \| 2. Oktober 1965 – 8. Oktober 1965 1 Woche (insgesamt 1) \| 1 \| The McCoys \| Hang On Sloopy[22] Bert Russell, Wes Farrell \| - \| \| 9. Oktober 1965 – 5. November 1965 4 Wochen (insgesamt 4) \| 4 \| The Beatles \| Yesterday[23] John Lennon, Paul McCartney \| - \| \| 6. November 1965 – 19. November 1965 2 Wochen (insgesamt 2) \| 2 \| The Rolling Stones \| Get Off of My Cloud[24] Mick Jagger, Keith Richards \| - \| \| 20. November 1965 – 3. Dezember 1965 2 Wochen (insgesamt 2) \| 2 \| The Supremes \| I Hear a Symphony[25] Holland–Dozier–Holland \| - \| \| 4. Dezember 1965 – 24. Dezember 1965 3 Wochen (insgesamt 3) \| 3 \| The Byrds \| Turn! Turn! Turn! (To Everything There Is a Season)[26] Pete Seeger \| - \| \| 25. Dezember 1965 – 31. Dezember 1965 1 Woche (insgesamt 1) \| 1 \| The Dave Clark Five \| Over and Over[27] Robert James Byrd \| - \| |                                       |                                       |                                                                        |                           |
| ← 1964 |                                       |                                       |                                                                        | → 1966 →                  |
| Zeitraum | Wo. ges.                              | Interpret                             | Titel Autor(en)                                                        | Zusätzliche Informationen |
| (Zeitraum, Wochen auf Platz eins, Interpret, Titel, Autor[en], zusätzliche Informationen) |                                       |                                       |                                                                        |                           |
| 26. Dezember 1964 – 15. Januar 1965 3 Wochen (insgesamt 3) | 3                                     | The Beatles                           | I Feel Fine John Lennon, Paul McCartney                                | -                         |
| 16. Januar 1965 – 22. Januar 1965 1 Woche (insgesamt 2) | 2                                     | The Supremes                          | Come See About Me Holland–Dozier–Holland                               | -                         |
| 23. Januar 1965 – 5. Februar 1965 2 Wochen (insgesamt 2) | 2                                     | Petula Clark                          | Downtown Tony Hatch                                                    | -                         |
| 6. Februar 1965 – 19. Februar 1965 2 Wochen (insgesamt 2) | 2                                     | The Righteous Brothers                | You’ve Lost That Lovin’ Feelin’ Barry Mann, Cynthia Weil, Phil Spector | -                         |
| 20. Februar 1965 – 5. März 1965 2 Wochen (insgesamt 2) | 2                                     | Gary Lewis & the Playboys             | This Diamond Ring Al Kooper, Bob Brass, Irwin Levine                   | -                         |
| 6. März 1965 – 12. März 1965 1 Woche (insgesamt 1) | 1                                     | The Temptations                       | My Girl Smokey Robinson, Ronald White                                  | -                         |
| 13. März 1965 – 26. März 1965 2 Wochen (insgesamt 2) | 2                                     | The Beatles                           | Eight Days a Week John Lennon, Paul McCartney                          | -                         |
| 27. März 1965 – 9. April 1965 2 Wochen (insgesamt 2) | 2                                     | The Supremes                          | Stop! In the Name of Love Holland–Dozier–Holland                       | -                         |
| 10. April 1965 – 23. April 1965 2 Wochen (insgesamt 2) | 2                                     | Freddie & the Dreamers                | I’m Telling You Now Freddie Garrity, Mitch Murray                      | -                         |
| 24. April 1965 – 30. April 1965 1 Woche (insgesamt 1) | 1                                     | Wayne Fontana & The Mindbenders       | Game of Love Clint Ballard, Jr.                                        | -                         |
| 1. Mai 1965 – 21. Mai 1965 3 Wochen (insgesamt 3) | 3                                     | Herman’s Hermits                      | Mrs. Brown You’ve Got a Lovely Daughter Trevor Peacock                 | -                         |
| 22. Mai 1965 – 28. Mai 1965 1 Woche (insgesamt 1) | 1                                     | The Beatles                           | Ticket to Ride John Lennon, Paul McCartney                             | -                         |
| 29. Mai 1965 – 11. Juni 1965 2 Wochen (insgesamt 2) | 2                                     | The Beach Boys                        | Help Me, Rhonda Brian Wilson                                           | -                         |
| 12. Juni 1965 – 18. Juni 1965 1 Woche (insgesamt 1) | 1                                     | The Supremes                          | Back in My Arms Again Holland–Dozier–Holland                           | -                         |
| 19. Juni 1965 – 25. Juni 1965 1 Woche (insgesamt 2) | 2                                     | The Four Tops                         | I Can’t Help Myself (Sugar Pie Honey Bunch) Holland–Dozier–Holland     | -                         |
| 26. Juni 1965 – 2. Juli 1965 1 Woche (insgesamt 1) | 1                                     | The Byrds                             | Mr. Tambourine Man Bob Dylan                                           | -                         |
| 3. Juli 1965 – 9. Juli 1965 1 Woche (insgesamt 2) | 2                                     | The Four Tops                         | I Can’t Help Myself (Sugar Pie Honey Bunch) Holland–Dozier–Holland     | -                         |
| 10. Juli 1965 – 6. August 1965 4 Wochen (insgesamt 4) | 4                                     | The Rolling Stones                    | (I Can’t Get No) Satisfaction Mick Jagger, Keith Richards              | -                         |
| 7. August 1965 – 13. August 1965 1 Woche (insgesamt 1) | 1                                     | Herman’s Hermits                      | I’m Henry VIII, I Am Fred Murray, R. P. Weston                         | -                         |
| 14. August 1965 – 3. September 1965 3 Wochen (insgesamt 3) | 3                                     | Sonny & Cher                          | I Got You Babe Sonny Bono                                              | -                         |
| 4. September 1965 – 24. September 1965 3 Wochen (insgesamt 3) | 3                                     | The Beatles                           | Help! John Lennon, Paul McCartney                                      | -                         |
| 25. September 1965 – 1. Oktober 1965 1 Woche (insgesamt 1) | 1                                     | Barry McGuire                         | Eve of Destruction P. F. Sloan                                         | -                         |
| 2. Oktober 1965 – 8. Oktober 1965 1 Woche (insgesamt 1) | 1                                     | The McCoys                            | Hang On Sloopy Bert Russell, Wes Farrell                               | -                         |
| 9. Oktober 1965 – 5. November 1965 4 Wochen (insgesamt 4) | 4                                     | The Beatles                           | Yesterday John Lennon, Paul McCartney                                  | -                         |
| 6. November 1965 – 19. November 1965 2 Wochen (insgesamt 2) | 2                                     | The Rolling Stones                    | Get Off of My Cloud Mick Jagger, Keith Richards                        | -                         |
| 20. November 1965 – 3. Dezember 1965 2 Wochen (insgesamt 2) | 2                                     | The Supremes                          | I Hear a Symphony Holland–Dozier–Holland                               | -                         |
| 4. Dezember 1965 – 24. Dezember 1965 3 Wochen (insgesamt 3) | 3                                     | The Byrds                             | Turn! Turn! Turn! (To Everything There Is a Season) Pete Seeger        | -                         |
| 25. Dezember 1965 – 31. Dezember 1965 1 Woche (insgesamt 1) | 1                                     | The Dave Clark Five                   | Over and Over Robert James Byrd                                        | -                         |

## Alben
| ← 1964 ← | Liste der Nummer-eins-Alben in den USA | Liste der Nummer-eins-Alben in den USA | Liste der Nummer-eins-Alben in den USA     | 1966 →                    |
| \| Zeitraum \| Wo. ges. \| Interpret \| Titel \| Zusätzliche Informationen \| \| (Zeitraum, Wochen auf Platz eins, Interpret, Titel, zusätzliche Informationen) \| \| \| \| \| \| ------------------------------------------------------------------------------ \| -------- \| ----------------------------------- \| ---------------------------------------------- \| ------------------------- \| \| 26. Dezember 1964 – 1. Januar 1965 1 Woche (insgesamt 4) \| 4 \| The Beach Boys \| Beach Boys Concert[28] \| - \| \| 2. Januar 1965 – 8. Januar 1965 1 Woche (insgesamt 1) \| 1 \| Elvis Presley \| Roustabout[29] \| - \| \| 9. Januar 1965 – 12. März 1965 9 Wochen (insgesamt 9) \| 9 \| The Beatles \| Beatles '65[30] \| - \| \| 13. März 1965 – 19. März 1965 1 Woche (insgesamt 14) \| 14 \| Original Cast Soundtrack \| Mary Poppins[31] \| - \| \| 20. März 1965 – 9. April 1965 3 Wochen (insgesamt 3) \| 3 \| Original Motion Picture Sound Track \| Goldfinger[32] \| - \| \| 10. April 1965 – 9. Juli 1965 13 Wochen (insgesamt 14) \| 14 \| Original Cast Soundtrack \| Mary Poppins \| - \| \| 10. Juli 1965 – 20. August 1965 6 Wochen (insgesamt 6) \| 6 \| The Beatles \| Beatles VI[33] \| - \| \| 21. August 1965 – 10. September 1965 3 Wochen (insgesamt 3) \| 3 \| The Rolling Stones \| Out of Our Heads[34] \| - \| \| 11. September 1965 – 12. November 1965 9 Wochen (insgesamt 9) \| 9 \| The Beatles \| Help! (Original Motion Picture Soundtrack)[35] \| - \| \| 13. November 1965 – 26. November 1965 2 Wochen (insgesamt 2) \| 2 \| Original Soundtrack \| The Sound of Music[36] \| - \| \| 27. November 1965 – 31. Dezember 1965 5 Wochen (insgesamt 5) \| 5 \| Herb Alpert & The Tijuana Brass \| Whipped Cream & Other Delights[37] \| - \| |                                        |                                        |                                            |                           |
| ← 1964 |                                        |                                        |                                            | → 1966 →                  |
| Zeitraum | Wo. ges.                               | Interpret                              | Titel                                      | Zusätzliche Informationen |
| (Zeitraum, Wochen auf Platz eins, Interpret, Titel, zusätzliche Informationen) |                                        |                                        |                                            |                           |
| 26. Dezember 1964 – 1. Januar 1965 1 Woche (insgesamt 4) | 4                                      | The Beach Boys                         | Beach Boys Concert                         | -                         |
| 2. Januar 1965 – 8. Januar 1965 1 Woche (insgesamt 1) | 1                                      | Elvis Presley                          | Roustabout                                 | -                         |
| 9. Januar 1965 – 12. März 1965 9 Wochen (insgesamt 9) | 9                                      | The Beatles                            | Beatles '65                                | -                         |
| 13. März 1965 – 19. März 1965 1 Woche (insgesamt 14) | 14                                     | Original Cast Soundtrack               | Mary Poppins                               | -                         |
| 20. März 1965 – 9. April 1965 3 Wochen (insgesamt 3) | 3                                      | Original Motion Picture Sound Track    | Goldfinger                                 | -                         |
| 10. April 1965 – 9. Juli 1965 13 Wochen (insgesamt 14) | 14                                     | Original Cast Soundtrack               | Mary Poppins                               | -                         |
| 10. Juli 1965 – 20. August 1965 6 Wochen (insgesamt 6) | 6                                      | The Beatles                            | Beatles VI                                 | -                         |
| 21. August 1965 – 10. September 1965 3 Wochen (insgesamt 3) | 3                                      | The Rolling Stones                     | Out of Our Heads                           | -                         |
| 11. September 1965 – 12. November 1965 9 Wochen (insgesamt 9) | 9                                      | The Beatles                            | Help! (Original Motion Picture Soundtrack) | -                         |
| 13. November 1965 – 26. November 1965 2 Wochen (insgesamt 2) | 2                                      | Original Soundtrack                    | The Sound of Music                         | -                         |
| 27. November 1965 – 31. Dezember 1965 5 Wochen (insgesamt 5) | 5                                      | Herb Alpert & The Tijuana Brass        | Whipped Cream & Other Delights             | -                         |